# 南蒂珀雷里郡
南蒂珀雷里郡 （South Tipperary；愛爾蘭語：Thiobraid Árann Theas），是愛爾蘭的一個舊郡，位於愛爾蘭島南部。
歷史上屬芒斯特省。1898年自分為蒂珀雷里郡析出，稱Tipperary South Riding，2002年改名。2014年南北兩郡歸一。
面積2,257 km²，2006年人口83,052人。首府克朗梅爾。

## 外部連結
- South Tipperary County Council（页面存档备份，存于）
- Tipperary South District League（页面存档备份，存于）